# Vicente Luppino
Vicente Luppino (Pinamar, Buenos Aires, Argentina; 1953 - Buenos Aires, Argentina; 8 de julio de 2012) fue un reconocido piloto automovilístico argentino.

## Carrera
Desde sus inicios se dedicó al mundo del rally donde corrió en diferentes carreras. Era un piloto con experiencia y muy conocido en la zona.
Tenía un taller mecánico donde además preparaba autos junto a su empleado y copiloto Alfredo Galeano.
El 14 de abril de 2010 quedó en décimo segundo lugar en el Rally Mar y Sierras.
Integró el comité ejecutivo de la legislación Mar y Sierras y hasta el 2011 había organizado  la competencia en Pinamar.
El sábado 7 de julio de 2012 había liderado la clasificación de la vigésimo sexta edición de la competencia reginal donde participaron 14 autos. Tras una rotura de uno de sus neumáticos quedó tercero posición final en la etapa.

## Tragedia y fallecimiento
Vicente Luppino murió en el acto en  plena competencia tras despistar su auto en una recta y chocar contra un árbol, rebotar y volver al camino el domingo 8 de julio de 2012 a las 19.15 hs. El terrible accidente que ocurrió en la carrera especial número 7 de los Pagos de Tuyú en el Rally de General Madariaga con largada en Zorzales. Durante la segunda etapa de la cuarta fecha del campeonato "Mar y Sierras" donde conducía un Fiat Palio Clase "A", junto a su copiloto Alfredo Galeano. A pesar de las tareas de reanimación por parte del equipo de rescate médico de la Asociación Argentina de Volantes, Luppino murió en el lugar. El copiloto permaneció internado en el Hospital de Madariaga donde logró recuperarse. Tenía 59 años.